# Canadá en los Juegos Olímpicos de Sankt Moritz 1948
Canadá estuvo representado en los Juegos Olímpicos de Sankt Moritz 1948 por un total de 28 deportistas que compitieron en 7 deportes.  
El portador de la bandera en la ceremonia de apertura fue el jugador de hockey sobre hielo Hubert Brooks.

## Medallistas
El equipo olímpico canadiense obtuvo las siguientes medallas:
| Nombre                              | Deporte            | Competición  |
| ----------------------------------- | ------------------ | ------------ |
| Oro                                 |                    |              |
| Equipo                              | Hockey sobre hielo | Torneo M     |
| Barbara Ann Scott                   | Patinaje artístico | Individual F |
| Plata                               |                    |              |
| —                                   |                    |              |
| Bronce                              |                    |              |
| Suzanne Morrow Wallace Diestelmeyer | Patinaje artístico | Parejas      |